# Bataille de Jaji
Guerre d'Afghanistan (1979-1989)
La bataille de Jaji a lieu le 17 avril 1987, dans la province de Paktia, lors de la première étape du retrait des forces soviétiques pendant la guerre d'Afghanistan. Le reste des troupes soviétiques ont soutenu les opérations de la république démocratique d'Afghanistan, dans la province de Paktia, contre les moudjahidines, espérant soulager une garnison assiégée à Ali Sher, et couper les lignes d'approvisionnement des moudjahidines du Pakistan.
Bien que relativement peu importante en termes militaires, la bataille a régulièrement été chroniquée par le journaliste saoudien Jamal Khashoggi et ses rapports ont laissé impression que Ben Laden était un chef militaire victorieux, qui a attiré plusieurs partisans à sa cause,.

## Déroulement
Le complexe moudjahidine al-Masada (le « Repaire des Lions »), avait été fondé par Oussama ben Laden, afin d'avoir un centre de formation qui ne comptait pas sur le Pakistan. Le 17 avril, après qu'Ali Sher eut été secouru, Jaji a été attaqué par environ 200 troupes aéroportées soviétiques et Spetsnaz.
L'armée des moudjahidines a été estimée, de l'estimation la plus basse, à 50 hommes, ou, pour la plus haute « par milliers », ayant recruté des soldats de la région environnante, y compris des forces des partis de résistance. Parmi les chefs se trouvaient Jalaluddin Haqqani et Mohammed Anwar, dont les troupes expérimentées étaient équipées de missiles Stinger et Blowpipe qui menaçaient les bâtiments soviétiques. Enaam Arnaout a également participé, s'identifiant à la presse arabe comme « Abu Mahmoud, de Syrie », et il a été photographié à côté de Ben Laden et a déclaré que les Soviétiques avaient déployé du napalm, détruisant les arbres que les moudjahidines avaient espéré utiliser comme fortifications. Essam al-Ridi, un Américain qui a participé à la bataille, a ensuite affirmé que jusqu'à 50 moudjahidines avaient été tués et seulement 2 Soviétiques, le désillusionnant. Au cours de la bataille, Abu Ubaidah al-Banshiri et Mohammed Atef ont tous deux dirigé des raids qui ont encerclé le siège soviétique, les embusquant à l'extérieur du campement. Al-Banshiri a reçu une balle dans la jambe lors d'une excursion.
D'autres personnes ont participé à la bataille, comme Abdullah Azzam, et son fils, Hutaifa, Abu Khalil qui était chargé de maintenir un barrage régulier de mortiers, et Wael Julaidan. Abu Zaheb et Khaled el Kerde ont tous deux été tués dans la bataille.
Cette bataille est devenue plus tard célèbre en raison de la participation de Ben Laden, dont l'armée de 50 Arabes a combattu aux côtés des rebelles afghans. Cependant, Ben Laden et ses combattants ont finalement reculé après avoir subi des pertes.
Au moins 50 des volontaires arabes et environ 70 Afghans ont été tués dans la bataille qui a duré une semaine, et Ben Laden a subi une blessure au pied. Ahmed Khadr loua souvent la bravoure des combattants à Jaji devant ses enfants, mais a refusé de confirmer si oui, ou non, il avait effectivement participé aux combats.
En fin de compte, les moudjahidines ont parfaitement réussi à défendre leur système complexe de tunnels, et de grottes nommés al-Masada juste à l'extérieur du village de Jaji, près de la frontière pakistanaise.